# 西村利郎
西村 利郎（にしむら としろう、1933年4月10日 - 2006年10月21日）は、日本の弁護士。渉外弁護士として知られ、設立した弁護士事務所は現在、四大法律事務所のひとつである西村あさひ法律事務所となっている。

## 人物
1933年（昭和8年）、満洲・奉天市（現在の中国・瀋陽市）生まれ。終戦後の1946年（昭和21年）に内地へ戻り、東京大学法学部を卒業。
1966年12月、西村法律事務所を設立。1978年には、眞田幸彦らとともに日本の四大法律事務所の1つ西村眞田法律事務所(Nishimura & Sanada) を創立。1996年、眞田幸彦のインサイダー取引の起訴、有罪が確定したため、事務所の名称は変更し、西村総合、西村ときわなどを経て、現在は「西村あさひ法律事務所」となっている。国際的な法律事務を得意とする日本を代表する渉外弁護士であり、国際民事紛争を仲裁解決することに長けていた。また、1977年（昭和52年）より中央大学客員教授に就任して、国際取引法などの講義を担当、雑誌論文も発表していた。

## 略歴
- 1952年：東京都立新宿高等学校卒業。
- 1959年:東京大学法学部第一類卒業。
- 1961年：司法修習修了（13期）。弁護士登録（第一東京弁護士会）。ローガン・バーナード・岡本法律事務所入所。
- 1964年:コロンビア・ロー・スクール卒業（M.C.L.）。その後、ベーカー&マッケンジーのニューヨーク事務所、シカゴ事務所に勤務。
- 1965年：帰国し、栗山法律事務所勤務。
- 1966年:栗山法律事務所から独立して、西村法律事務所（後の西村あさひ法律事務所）を設立。
- 1988年:IBA（国際法曹協会）理事。
- 1996年:日中法律家交流協会副会長。
- 1997年:中央大学大学院法学研究科客員教授。日本弁護士連合会国際活動に関する協議会座長。
- 2003年:日立製作所社外取締役。
- 2004年:西村ときわ法律事務所（後の西村あさひ法律事務所）最高顧問。

## 論文
- 「経済社会のグローバル化と日本の会社法」（『ジュリスト』1155号、1999年）

## 家族
長男の西村直洋も弁護士で、長島・大野・常松法律事務所パートナー。